# Gardnar Mulloy
Gardnar Putnam "Gar" Mulloy (Washington D.C., 22 de novembre de 1913 − Miami, 14 de novembre de 2016) va ser un tennista estatunidenc recordat per aconseguir la final de l'US National Championships el 1952 i pels seus títols de dobles, modalitat en la qual va guanyar cinc torneigs del Gran Slam, especialment amb Bill Talbert com a company. També va guanyar tres títols de Copa Davis amb l'equip estatunidenc.

## Biografia
Mulloy es va casar l'any 1938 amb Madeline L. Cheney, amb la qual va tenir dues filles: Diane i Janice. Es va casar per segona ocasió amb Jacqueline Mayer l'any 2008, quan tenia 95 anys i era vidu. Va morir el 2016 per problemes de cor amb 102 anys.
Mulloy va servir com a oficial en el USS Alameda County (LST-32) durant la Segona Guerra Mundial formant part de la Mediterranean Theater of Operations. El 2015 fou guardonat amb la distinció Legió d'Honor francesa pels seus serveis en la US Navy. Va esdevenir el guardonat per primer cop més veterà des de la seva creació.
Va escriure una autobiografia titulada The Will To Win que fou publicada l'any 1960. El 2009 va publicar una actualització d'aquesta autobiografia amb el títol As It Was, que va comptar amb una introducció de Billie Jean King.

## Carrera esportiva
En categoria individual va disputar una final de Grand Slam al US National Championships (1952), on fou derrotat per l'australià Frank Sedgman. Fou molt prolífic en la categoria de dobles, on va disputar catorze finals de Grand Slam. Es va imposar al US National Championships amb Bill Talbert en quatre finals (1942, 1945, 1946 i 1948). Posteriorment va guanyar el títol de Wimbledon junt a Budge Patty l'any 1957, quan ja tenia 43 anys.
Fou membre de l'equip estatunidenc de Copa Davis en nombroses ocasions i va aconseguir el títol en tres ocasions, totes enfront de la tota poderosa Austràlia.
Fou inclòs en l'International Tennis Hall of Fame l'any 1972.
Va treballar com a entrenador de tennis en la University of Miami. Durant aquesta etapa va reclutar Pancho Segura per competir per la universitat en el circuit de la NCAA, on va guanyar tres títols consecutius. Va contribuir decisivament en la popularització del circuit de tennis per veterans, en el qual hi va participar durant molts anys. Va crear el trofeu internacional "Mulloy Cup" que enfrontava tennistes de 80 anys o més.

## Torneigs de Grand Slam

### Individual: 1 (0−1)
| Resultat  | Núm. | Any  | Torneig                   | Oponent       | Marcador      |
| --------- | ---- | ---- | ------------------------- | ------------- | ------------- |
| Finalista | 1.   | 1952 | US National Championships | Frank Sedgman | 1−6, 2−6, 3−6 |

### Dobles masculins: 14 (5−9)
| Resultat  | Núm. | Any  | Torneig                   | Parella        | Oponents                      | Marcador                  |
| --------- | ---- | ---- | ------------------------- | -------------- | ----------------------------- | ------------------------- |
| Finalista | 1.   | 1940 | US National Championships | Wayne Sabin    | Jack Kramer Ted Schroeder     | 7−6, 4−6, 2−6             |
| Finalista | 2.   | 1941 | US National Championships | Henry Prussoff | Jack Kramer Ted Schroeder     | 4−6, 4−8, 7−9             |
| Guanyador | 1.   | 1942 | US National Championships | Bill Talbert   | Ted Schroeder Sidney Wood     | 9−7, 7−5, 6−1             |
| Guanyador | 2.   | 1945 | US National Championships | Bill Talbert   | Bob Falkenburg Jack Tuero     | 12−10, 8−10, 12−10, 6−2   |
| Guanyador | 3.   | 1946 | US National Championships | Bill Talbert   | Don McNeill Frank Guemsey     | 3−6, 6−4, 2−6, 6−3, 20−18 |
| Finalista | 3.   | 1948 | Wimbledon Championships   | Tom Brown      | John Bromwich Frank Sedgman   | 7−5, 5−7, 5−7, 7−9        |
| Guanyador | 4.   | 1948 | US National Championships | Bill Talbert   | Frank Parker Ted Schroeder    | 1−6, 9−7, 6−3, 3−6, 9−7   |
| Finalista | 4.   | 1949 | Wimbledon Championships   | Ted Schroeder  | Pancho Gonzales Ted Schroeder | 4−6, 4−6, 2−6             |
| Finalista | 5.   | 1950 | Internationaux de France  | Dick Savitt    | Ken McGregor Frank Sedgman    | 2−6, 6−2, 7−9, 5−7        |
| Finalista | 6.   | 1950 | US National Championships | Bill Talbert   | John Bromwich Frank Sedgman   | 5−7, 6−8, 6−3, 1−6        |
| Finalista | 7.   | 1951 | Internationaux de France  | Dick Savitt    | Ken McGregor Frank Sedgman    | 3−6, 4−6, 4−6             |
| Finalista | 8.   | 1953 | US National Championships | Bill Talbert   | Rex Hartwig Mervyn Rose       | 4−6, 6−4, 4−6, 2−6        |
| Guanyador | 5.   | 1957 | Wimbledon Championships   | Budge Patty    | Neale Fraser Lew Hoad         | 8−10, 6−4, 6−4, 6−4       |
| Finalista | 9.   | 1957 | US National Championships | Budge Patty    | Ashley Cooper Neale Fraser    | 6−4, 3−6, 7−9, 3−6        |

### Dobles mixts: 2 (0−2)
| Resultat  | Núm. | Any  | Torneig                   | Parella       | Oponents               | Marcador      |
| --------- | ---- | ---- | ------------------------- | ------------- | ---------------------- | ------------- |
| Finalista | 1.   | 1955 | US National Championships | Shirley Fry   | Doris Hart Vic Seixas  | 5−7, 7−5, 2−6 |
| Finalista | 2.   | 1956 | Wimbledon Championships   | Althea Gibson | Shirley Fry Vic Seixas | 6−2, 2−6, 5−7 |

## Palmarès

### Equips: 5 (3−2)
| Resultat  | Núm. | Data                        | Torneig                                 | Superfície | Equip                                      | Oponents                                                    | Marcador |
| --------- | ---- | --------------------------- | --------------------------------------- | ---------- | ------------------------------------------ | ----------------------------------------------------------- | -------- |
| Guanyador | 1.   | 26 − 30 de desembre de 1946 | Copa Davis, Melbourne, Austràlia        | Gespa      | Jack Kramer Frank Parker Ted Schroeder     | John Bromwich Geoff Brown Colin Long Dinny Pails            | 5−0      |
| Guanyador | 2.   | 4 − 6 de setembre de 1948   | Copa Davis, Nova York, Estats Units (2) | Gespa      | Frank Parker Ted Schroeder Bill Talbert    | Geoff Brown Colin Long Adrian Quist Bill Sidwell            | 5−0      |
| Guanyador | 3.   | 26 − 28 d'agost de 1949     | Copa Davis, Nova York (3)               | Gespa      | Pancho Gonzales Ted Schroeder Bill Talbert | John Bromwich Frank Sedgman Bill Sidwell                    | 5−0      |
| Finalista | 1.   | 25 − 27 d'agost de 1950     | Copa Davis, Nova York                   | Gespa      | Tom Brown Ted Schroeder Bill Talbert       | John Bromwich Ken McGregor Frank Sedgman George Worthington | 1−4      |
| Finalista | 2.   | 26 − 28 de desembre de 1957 | Copa Davis, Melbourne (2)               | Gespa      | Barry Mackay Vic Seixas                    | Mal Anderson Ashley Cooper Neale Fraser Mervyn Rose         | 2−3      |